# تپه چهار برجی دایی چی
تپه چهار برجی دایی چی مربوط به دوره سلجوقیان است و در شهرستان دورود، بخش سیلاخور، دهستان سیلاخور، ۲۰۰ متری شمال روستای دایی چی واقع شده و این اثر در تاریخ ۲۳ بهمن ۱۳۸۵ با شمارهٔ ثبت ۱۷۲۲۳ به‌عنوان یکی از آثار ملی ایران به ثبت رسیده است.